# 금과들소리
금과들소리(金果들소리)는 금과면에서 전해 내려오는 노동요이다. 2005년 3월 11일에 전라북도 무형문화재 제32호로 지정되었다.